# 终值定理
在数学分析中，终值定理（Final Value Theorem, FVT）是将时间趋于无穷时的时域表达式与频域行为建立联系的许多定理之一。终值定理允许直接对频域表达式取极限来计算时域行为，无需先转换到时域表达式再取极限。
在数学上，如果
{\displaystyle \lim _{t\to \infty }f(t)}
有一个有限极限，那么
{\displaystyle \lim _{t\to \infty }f(t)=\lim _{s\to 0}{sF(s)}}
其中 {\displaystyle F(s)} 为 {\displaystyle f(t)} 的（单边）拉普拉斯变换。
同样，在离散时间中
{\displaystyle \lim _{k\to \infty }f[k]=\lim _{z\to 1}{(z-1)F(z)}}
其中 {\displaystyle F(z)} 为 {\displaystyle f[k]} 的Z轉換。

## 证明
通过对导数的拉普拉斯变换定义积分得：
{\displaystyle \lim _{s\to 0}\int _{0}^{\infty }{\frac {df(t)}{dt}}e^{-st}dt=\lim _{s\to 0}[sF(s)-f(0)]}
如果右侧的无穷积分存在，则积分的极限可以写作极限的积分，因此：
{\displaystyle \int _{0}^{\infty }\lim _{s\to 0}{\frac {df(t)}{dt}}e^{-st}dt=\int _{0}^{\infty }df(t)=f(\infty )-f(0)}
通过令上面两个等式的右侧相等，两边同时消去 f(0) 得：
{\displaystyle f(\infty )=\lim _{s\to 0}[sF(s)]}

## 终值定理成立的例子
例如，一个传递函数为
{\displaystyle H(s)={\frac {6}{s+2}},}
的系统，脈衝響應收敛于
{\displaystyle \lim _{t\to \infty }h(t)=\lim _{s\to 0}{\frac {6s}{s+2}}=0.}
即系统在受到一个短暂的冲激后回归零值。而单位阶跃响应的拉普拉斯变换为
{\displaystyle G(s)={\frac {1}{s}}{\frac {6}{s+2}}}
因此，阶跃响应收敛于
{\displaystyle \lim _{t\to \infty }g(t)=\lim _{s\to 0}s{\frac {1}{s}}{\frac {6}{s+2}}={\frac {6}{2}}=3}
于是一个零状态系统会按照指数增长到终值3。

## 终值定理不成立的例子
然而，对于传递函数为
{\displaystyle H(s)={\frac {9}{s^{2}+9}},}
的系统，终值定理似乎预测冲激响应的终值为 0 而阶跃响应的终值为 1。但是时域极限不存在，所以预测没有价值。事实上，无论冲激响应还是阶跃响应都会振荡，并且（在这种特殊情况下）终值定理描述的是响应震荡的平均值。 
在控制理论中有两种检验终值定理结果有效性的方法：
1. {\displaystyle H(s)} 使分母为零之所有非零根的實部必须为负值。
2. {\displaystyle H(s)} 在原点处不能有多于一个极点。

这个例子不满足规则1，因为分母为零的根为 {\displaystyle 0+j3} 和 {\displaystyle 0-j3}。